# Mariana Seligmann
Mariana Seligmann, conosciuta come Muni Seligmann (Buenos Aires, 9 ottobre 1984), è un'attrice, cantante conduttrice, ballerina, compositrice e modella argentina. È nota per aver recitato nelle telenovelas Rebelde Way e Flor - Speciale come te.

## Vita privata
Dal 2015 ha una relazione con l'imprenditore Nicolás Naymark, con cui si sposa con il rito civile il 14 dicembre 2016. Il 29 marzo 2021 nasce Carmela e il 5 maggio 2025 Vicente.

## Filmografia

### Cinema
- Immagini - Imagining Argentina (Imagining Argentina), regia di Christopher Hampton (2003)
- Behind The Tress (2006)
- Left for Dead, regia di Albert Pyun (2007)
- Dying God, regia di Fabrice Lambot (2008)
- Hermanitos del fin del mundo, regia di Julio Midú (2011)
- Doña Rosita la soltera, regia di Norma Angelieri (2016)

### Televisione
- Chiquititas – serial TV, 1 episodio (2001)
- Rebelde Way – serial TV, 73 episodi (2002-2003)
- Flor - Speciale come te (Floricienta) – serial TV, 153 episodi (2004)
- Casados con Hijos – serial TV (2005)
- Conflictos en red – serie TV (2005)
- Playhouse Disney – programma TV (2009-2011)
- La casa de Disney Junior – programma TV (2011-2012)
- ESPN Redes – programma TV, conduttrice (2013-2016)
- La novela tuitera (2015)
- C-Mag – programma TV, conduttrice (2018)
- Once - Undici campioni (O11CE) – serial TV (2019)

## Teatro
- Pigmalion (2000)
- La Bella y la bestia (2002)
- Rebelde Way (2003)
- 04 (2003-2004)
- Floricienta, en vivo tour (2004-2005)
- Floricienta, el tour de los sueños (2006-2007)
- Mamma Mia! (2005)
- Parte de ti, el musical (2006)
- Winnie the pooh (2007-2008)
- Disney Live! La magia de Mickey Mouse (2008-2009)
- Bella (2010)
- La Casa de Disney Junior con Topa y Muni (2010-2011)
- La casa de Disney Junior, Un Gran día con Topa y Muni (2012)
- Sin filtro (2018-2019)

## Doppiatrici Italiane
Nelle versioni in italiano delle opere in cui ha recitato, Mariana Seligmann è stata doppiata da:
- Martina Melani in Flor - Speciale come te[5]
- Claudia Scarpa in Rebelde Way[6]